# Квинт Валерий Орка
Квинт Валерий Орка (на латински: Quintus Valerius Orca) е политик и сенатор на Римската република през 1 век пр.н.е.
Син е на Квинт Валерий Соран (поет, народен трибун 82 пр.н.е.) от фамилията Валерии от Сора в Лацио, близо до Арпино, където е роден Цицерон, с когото фамилията Валерии Сорани е приятел, вероятно са и роднини. Баща му е екзекутиран през 82 пр.н.е. по време на проскрипцията през диктатурата на Сула.
През 57 пр.н.е. Валерий Орка е претор. През 56 пр.н.е. е проконсул, управител на римската провинция Африка след Тит Ветий и е сменен от Публий Атий Вар през 52 пр.н.е.
Участва като легат на Юлий Цезар в гражданската война с Помпей Велики. През 49 пр.н.е. той е изпратен да окупира Сардиния.